# Sundagylling
Sundagylling (Oriolus xanthonotus) är en fågel i familjen gyllingar inom ordningen tättingar.

## Utseende och läte
Sundagylling är en streckbröstad gylling med rätt lång skär näbb och mörkröda ögon. Hanen är gul med glansigt svart på huvudet och mörka vingar. Honan är olivgrön. Sången är kort med melodisk, ofta med den sista tonen utdragen. Bland lätena hörs hårda "chew", likt en nötskrika.

## Utbredning och systematik
Strimgylling delas in i fyra underarter:
- Oriolus xanthonotus xanthonotus – förekommer i södra Myanmar, Malackahalvön, Sumatra, sydvästra Borneo och Java
- Oriolus xanthonotus consobrinus – förekommer på Borneo och angränsande öar
- Oriolus xanthonotus mentawi – förekommer i Mentawaiarkipelagen och angränsande öar utanför Sumatra
- Oriolus xanthonotus persuasus – förekommer i sydvästra Filippinerna (Palawan och Culion)

Buktalargyllingen (O. consobrinus) kategoriserades tidigare som en del av xanthonotus, då med det svenska namnet strimgylling, men urskiljs sedan 2023 som egen art efter studier.

## Levnadssätt
Arten hittas i skogar och skogsbryn i lågland eller lägre bergstrakter, vanligen i trädkronorna. Den ses både enstaka, i par eller i artblandade flockar.

## Status och hot
Arten har ett stort utbredningsområde, men tros minska i antal, dock inte tillräckligt kraftigt för att den ska betraktas som hotad. Internationella naturvårdsunionen IUCN listar arten som livskraftig (LC).